# 長崎七左衛門
長崎 七左衛門（ながさき しちえもん、享保16年7月23日（1731年8月25日） - 文政3年10月1日（1820年11月6日））とは、江戸時代羽後国秋田郡七日市村(秋田県北秋田郡鷹巣町七日市、現 秋田県北秋田市七日市)の肝煎。筆名は青雲舎風鶴。自ら鍬や鎌を握った体験をもつ老農として知られる。老農とは、田畑の耕作、経営に熱心で、農業に精通している人のこと。

## 生涯
久保田藩坊沢村の長崎清左衛門の四男として生まれる。祖父、長崎兵助が引き起こした五義民事件の7年後である。その後、七日市村の長岐家に婿入りし、25歳で長岐家の七代目当主となった。ただし、名字を変えていなかった。改姓の件は資料によって記述が異なり、『あきた』では「長岐家は佐竹公に許されて三代目から八代まで長崎姓、のち九代以降は長岐姓を名乗っている」としている。長岐家と長崎七左衛門の系譜は、日本農書全集　第三十六巻』(平成6年)の132～148頁に記されている。
長崎七左衛門が農耕に精を出していた頃、稲作改善の手掛かりになる農書は、秋田にはほとんどなかった。わずかに『土性弁』(1724年、佐藤信景)、『羽州秋田蝗除法』(著者不明、1767年)、『菜種作り方取立ヶ条書』(1780年、山田十太郎)があって、部分的には土壌や害虫駆除、菜種の栽培についての知識を伝えていたが、秋田県の農業の中心をなす稲作についてはほとんどふれられていない。しかもこれらの農書は印刷に付されていないので、長崎七左衛門の目にとまることはなかった。
長崎七左衛門が印刷された農書に初めてふれたのは、1766年(明和3年)、36歳の時であった。肝煎を務めて11年目、伊勢参りの旅で宮崎安貞の『農業全書』を入手(『鷹巣町史』)。『農業全書』は1697年(元禄10年)に九州福岡の農学者宮崎安貞が著した日本の代表的農書。宮崎安貞(1623～97年)は安芸国(広島県)の人、25歳のとき福岡藩士となったが辞めて農業生活に入る。
長崎七左衛門は『農業全書』を農事研究に役立て、同書の暖国の稲作や畑作がそのままでは寒国に通じないことを知った。そこで同書に接してから20年目、自分の研究をまとめて一冊とし、『老農置土産』(1785年、天明5年9月)と名づけた。『老農置土産』は二つの部分から成っている。前半は農業技術を記し、後半は1755年(宝暦5年)と1783年(天明3年)の二度の飢饉を体験し親郷肝煎として救済に奔走して見聞したことと感じたことを記した『置ミやげ添日記』である。
長崎七左衛門は農業技術の改善に尽くし、著作を残している。前述の『老農置土産』、『老農置土産・附録』(文化8年)、『農業心得記』(文化13年)を記して農業技術の普及に努めた。『農業心得記』は1816年(文化13年)86歳の時の著作で、自分の持てる体験と知恵の集大成である。
農業技術だけではなく、『妙薬集』という医学書や『大事代記』、『松前太平記』という本も著し、『文化十四年丑六月洪水記録』などの記録も残している。これは、915年の十和田火山の噴火による、鷹巣盆地水没の伝承の記録の一つとなっている。
治水灌漑事業にも努め、崩れやすい場所の農業用水路で鉱山技術者を活用した岩堰や穴堰によって改良する事業を行った。1805年、阿仁部を旅した菅江真澄は小猿部川上流に到達し、日記『みかべのよろい』で「大橋矢櫃といって、巌を砕いて堰として田に水を引いた「段の沢口」がある。昔、七日市の長崎なにがしが、千引の石を引落として作ったという」という記録を残し、七左衛門の水利工事は多くの人々を救っているとその功績を称えている。この堰は、長岐家五代甚之丞が作ったものである。
長岐家には歴代藩主が藩内巡視の際にご本陣として宿泊している。長岐家は佐竹家が鷹狩りを行った場所に近かった。第四代佐竹義格の1713年(正徳3年)、第九代佐竹義和の1809年(文化6年)の宿泊の際の記録が七左衛門の筆になる『御渡御用日記』が現存している。文化6年、長崎七左衛門は80歳の老翁で佐竹義和は36歳であった。宿泊の部屋は現在も保存されている。
明治期になって、最初に長崎農書に注目し称賛したのは同じ秋田の農業指導者である石川理紀之助である。石川理紀之助は長岐家をしばしば訪れて筆写し、『老農置土産並びに添日記』(1785年(天明5年))と『農業心得記』(1816年(文化13年))を、1883年の『歴観農話連報告 　第二号(明治16年11月号)』に全文掲載して種苗交換会の談話会員に配布し、各地老農の研究に資している。『歴観農話連報告』は、石川理紀之助が主唱して組織した農事研究団体「歴観農話連」の機関紙である。また、石川理紀之助は救荒食料研究において、とくに長崎七左衛門が試作した八日稗を取り上げ、「長崎氏の著書によりて有益なる早手を発見したるなり」(『石川翁農道要典』)と高く評価している。こうして、長崎七左衛門の農事研究は、明治期の秋田県の老農たちに受け継がれた。
『老農置土産並びに添日記(老農置土産、置ミやげ添日記)』は、その後、『秋田老農叢書』第四巻(昭和10年)、『秋田県史　資料　近世編上』(昭和38年)、長岐喜代次編『埋もれていた郷土の記録』第三集(昭和43年)、『日本農書全集　第一巻』(昭和52年)にそれぞれ翻刻された。
『農業心得記』は、『秋田県史　資料　近世編上』(昭和38年)、田口勝一郎編『史料　近世秋田の農書』(昭和50年)、『日本農書全集　第三十六巻』(平成6年)にそれぞれ翻刻された。
長岐家は、近世初頭から代々肝煎を務めてきた旧家で、歴代当主が肝煎文書の保存に意を注いだこともあり、1614年(慶長19年)の検地帳をはじめとして、明治中期の大福帳に至るまで、約1500点が遺されている。長岐家ではこれを1973年(昭和48年)に秋田県立秋田図書館に寄託、のちに秋田県公文書館に移管、現在「長岐文書」として一般に公開、利用されている。
北国秋田の地に、石川理紀之助に先んじて、稲作技術の確立を求めて苦闘した長崎七左衛門は、1820年(文政3年10月1日)、90歳の生涯を閉じた。